# Duizendknoopmeeldauw
De duizendknoopmeeldauw (Erysiphe polygoni) is een echte meeldauw die behoort tot de familie Erysiphaceae. Hij leeft op planten uit de duizendknoopfamilie (Polygonaceae).

## Kenmerken
Het mycelium is aan beide kanten wit en blijft meestal aanwezig. Appressoria (kleine orgaantjes die de schimmel helpen vast te hechten) zijn gelobd en kunnen al dan niet in paren voorkomen. Conidia (sporen) komen alleen voor, zonder fibrosine-lichaampjes, en zijn cilindrisch van vorm. De basale cel van de conidiofoor is recht. Cleistothecia bevatten drie tot tien asci, die drie of vier sporen hebben. Er zijn veel aanhangsels, die zich rond het midden bevinden en 0,3-2,5 keer de diameter zijn. Ze zijn myceliumachtig, onregelmatig vertakt en gesepteerd.

## Waardplanten
De duizendknoopmeeldauw komt voor op de volgende waardplanten:
- Bistorta officinalis (Adderwortel)
- Bistorta vivipara (Knolduizendknoop)
- Fagopyrum esculentum (Boekweit)
- Fagopyrum tataricum (Franse boekweit)
- Fallopia baldschuanica (Chinese bruidssluier)
- Fallopia convolvulus (Zwaluwtong)
- Fallopia dumetorum (Heggenduizendknoop)
- Persicaria amphibia (Veenwortel)
- Persicaria chinensis
- Persicaria dubia (Zachte duizendknoop)
- Persicaria hydropiper (Waterpeper)
- Persicaria lapathifolia (Beklierde duizendknoop)
- Persicaria maculosa (Perzikkruid)
- Persicaria minor (Kleine duizendknoop)
- Polygonum arenarium
- Polygonum arenastrum
- Polygonum aviculare (Gewoon varkensgras)
- Rheum officinale (Chinese rabarber)
- Rheum rhaponticum
- Rheum rhabarbarum (Rabarber)
- Rumex acetosa (Veldzuring)
- Rumex acetosella (Schapenzuring)
- Rumex angustifolius
- Rumex conglomeratus (Kluwenzuring)
- Rumex crispus (Krulzuring)
- Rumex hydrolapathum (Waterzuring)
- Rumex maritimus (Goudzuring)
- Rumex obtusifolius (Ridderzuring)
- Rumex palustris (Moeraszuring)
- Rumex patientia (Spinaziezuring)
- Rumex ×pratensis (Bermzuring)
- Rumex rugosus (Tuinzuring)
- Rumex sanguineus (Bloedzuring)
- Rumex scutatus (Spaanse zuring)
- Rumex stenophyllus (Tandzuring)
- Rumex thyrsiflorus (Geoorde zuring)
- Rumex tuberosus

## Verspreiding
In Nederland komt de duizendknoopmeeldauw zeldzaam voor.